# بیابان کالاهاری
بیابان کالاهاری (Kalahari، در زبان آفریکانس: Dorsland) بیابانی نیمه‌خشک با زمین‌های شن‌زار در جنوب قاره آفریقا است که ۹۰۰ هزار کیلومتر مربع مساحت دارد. در این بیابان، پس از باران، پهنه‌های بزرگی از چراگاه‌های خوب پدید می‌آید و جانوران و گیاهان گوناگونی می‌توانند در آن زندگی کنند و به این خاطر بخش‌های بزرگی از کالاهاری را نمی‌توان به مفهوم واقعی کلمه، صحرا دانست.
بیابان کالاهاری بیشتر کشور بوتسوانا و بخش‌هایی از کشورهای نامیبیا و آفریقای جنوبی را دربر می‌گیرد و دامنه‌های آن تا زیمبابوه و آنگولا نیز ادامه می‌یابد.
علفزارهای کالاهاری بیشتر شامل علف‌های بلند و سفت، خارها، و درختچه‌های اقاقیا می‌شود و جانوران آن بیشتر از شیر، کفتار، انواع غزال، دم‌عصایی و عنتر تشکیل شده‌اند.
کالاهاری یکی از کم‌جمعیت‌ترین مناطق زمین است و قوم سان یا بوشمن، قدیمی‌ترین ساکنان آن هستند.
زمین‌شناسان دریافته‌اند که کالاهاری با عمر سه و نیم میلیارد سال، یکی از کهن‌ترین بخش‌های پوسته زمین است. در بیابان کالاهاری معادن زغال‌سنگ، مس، نیکل و الماس وجود دارد. شنزارهای کالاهاری به رنگ قهوه‌ای سرخ است و در این بیابان هیچ رود یا دریاچه دائمی وجود ندارد.
واژه کالاهاری در زبان تسوانا به معنای محل بدون آب است.

## نگارخانه

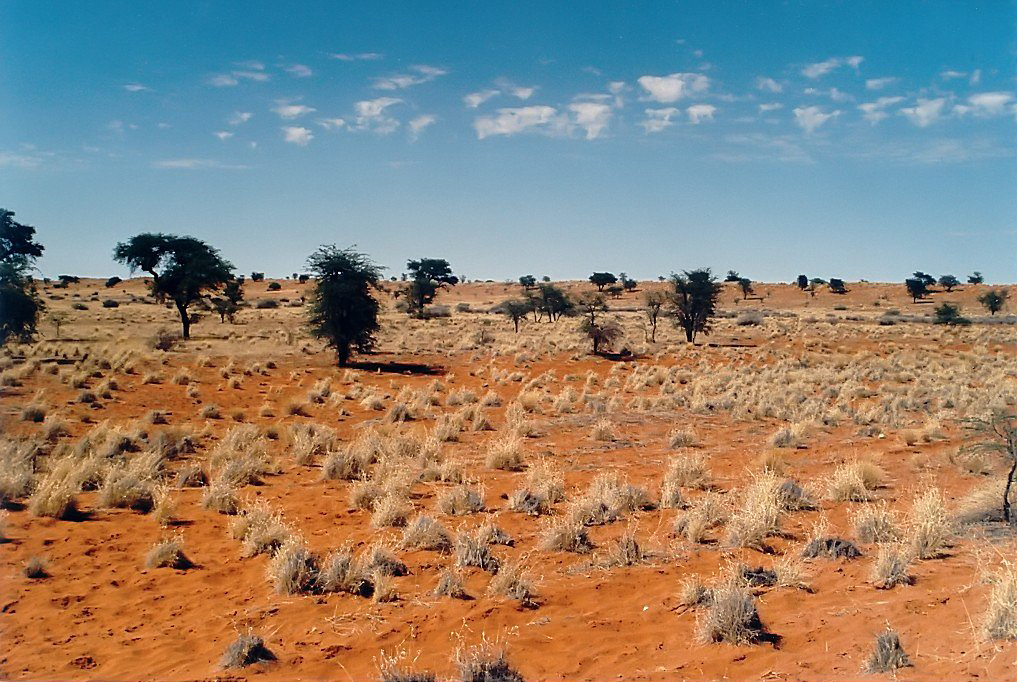
نامیبیا
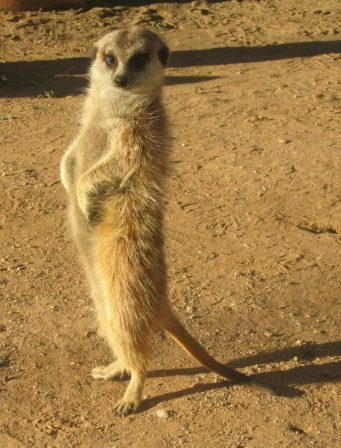
دم‌عصایی